# رانلد برانستین
رانلد برانستین (به انگلیسی: Ronald Bronstein) کارگردان، فیلم‌نامه‌نویس، تدوینگر و بازیگر آمریکایی است. او در سال ۲۰۰۷ نخستین فیلم بلندش به نام Frownland را کارگردانی کرد.

## فیلم‌شناسی
فیلم‌های بلند
- Frownland‏ (۲۰۰۷) - کارگردان، نویسنده، تدوینگر
- Yeast‏ (۲۰۰۸) - تدوینگر
- بابا لنگ‌دراز (۲۰۰۹) - تدوینگر، بازیگر
- Eyes Find Eyes‏ (۲۰۱۱) - بازیگر
- خدا می‌دونه چی - تدوینگر
- اوقات خوش (۲۰۱۷) - نویسنده، تدوینگر
- جواهرات تراش‌نخورده (۲۰۱۹) - نویسنده، تدوینگر